# Алімена
Алімена (італ. Alimena, сиц. Alimena) — муніципалітет в Італії, у регіоні Сицилія,  метрополійне місто Палермо.
Алімена розташована на відстані близько 490 км на південь від Рима, 85 км на південний схід від Палермо.
Населення — 2083 особи (2014).
Щорічний фестиваль відбувається 1 вересня. Покровитель — Santa Maria Maddalena.

## Демографія
Населення за роками:

Станом на 1 січня 2023 року в муніципалітеті офіційно проживало 48 іноземців з 7 країн, серед них 32 громадяни країн Євросоюзу.

## Сусідні муніципалітети
- Блуфі
- Бомп'єтро
- Ганджі
- Петралія-Сопрана
- Петралія-Соттана
- Резуттано
- Санта-Катерина-Віллармоза
- Віллароза